# The Premonition
The Premonition è il quinto album in studio del gruppo musicale heavy metal greco Firewind.

## Tracce
1. Into the Fire (Gus G., Katsionis, Papathanasio) – 6:29
2. Head Up High (Gus G., Katsionis, Papathanasio) – 3:46
3. Mercenary Man (Gus G., Papathanasio) – 3:27
4. Angels Forgive Me (Gus G., Katsionis, Papathanasio) – 4:57
5. Remembered (Niclas Engelin, Gus G., Papathanasio) – 3:38
6. My Loneliness (Gus G., Papathanasio) – 4:04
7. Circle of Life (Cross, Gus G., Papathanasio) – 4:14
8. The Silent Code (Cross, Gus G., Papathanasio) – 4:48
9. Maniac (Dennis Matkosky, Sembello) – 4:55
10. Life Foreclosed (Chastain, Gus G.) – 4:52
11. Wild Rose (Gus G.) – 4:23 (iTunes bonus track)
12. Ride to the Rainbow's End (Japanese Bonus Track)

### B-sides
1. Spirits in a Digital World (Gus G., Christo) – 4:04 (from the "Mercenary Man" single)
2. Mercenary Man [Acoustic] (Gus G., Papathanasio) – 3:54 (from the "Mercenary Man" single)

## Formazione
- Apollo Papathanasio – voce
- Gus G. – chitarra
- Babis Katsionis – tastiere
- Petros Christodoylidis – basso
- Mark Cross – batteria